# Hilde Vautmans

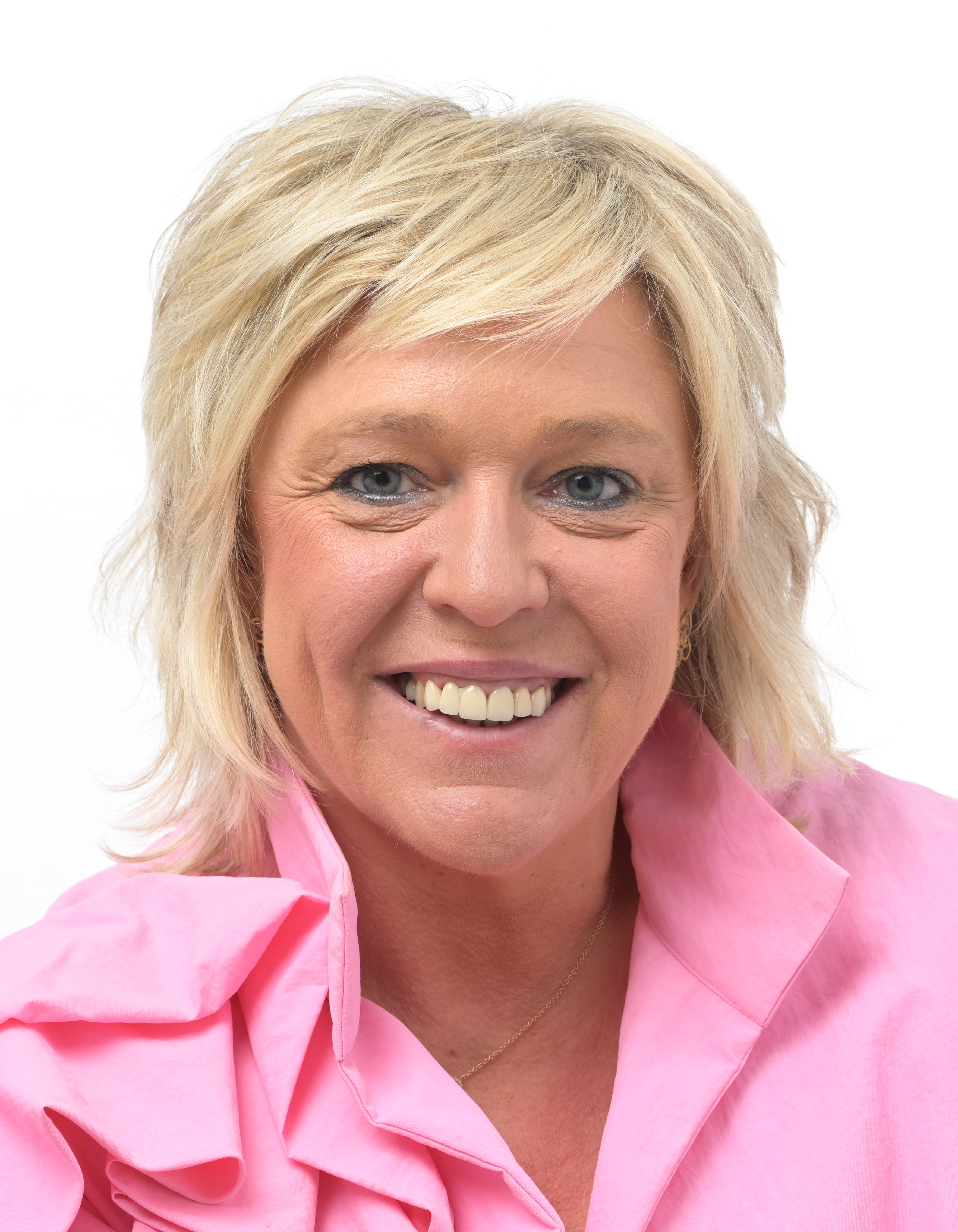
Hilde Vautmans (2024)

Hilde Vautmans (* 2. Mai 1972 in Sint-Truiden) ist eine belgische Politikerin der liberalen Partei Open Vlaamse Liberalen en Democraten (Open VLD). Seit dem 1. Januar 2015 rückte sie ins Europäische Parlament nach, bei der Europawahl 2019 wurde sie direkt ins Parlament gewählt.

## Leben

### Ausbildung und berufliche Karriere
Hilde Vautmans wurde am 2. Mai 1972 in Sint-Truiden in der belgischen Provinz Limburg geboren. Sie ist eine Nichte der ehemaligen Senatorin Valère Vautmans (Open VLD). Nach ihrem Schulabschluss studierte Vautmanns an der Katholischen Universität Löwen Soziologie und Kriminologie. Von 1996 bis 1999 war sie Parlamentsassistentin der Senatoren Valère Vautmans, Stef Goris und Guy Verhofstadt, von 1999 bis 2000 Mitarbeiterin im Büro von Minister Rik Daems und von 2000 bis 2003 Mitarbeiterin im Büro von Ministerpräsident Guy Verhofstadt.

### Einstieg in die belgische Bundespolitik
Bei den Wahlen zur Belgischen Abgeordnetenkammer 2003 wurde sie mit 16.488 Vorzugsstimmen gewählt. Ihre Schwerpunkte waren Landesverteidigung, Verkehr und Infrastruktur, Sekten, Europäische Union, Außenpolitik, Menschenrechte und Emanzipation von Minderheiten, Gesundheitswesen, Jugend, Entwicklungshilfe und Verbrechensbekämpfung. Sie blieb bis 2010 Mitglied des Parlaments. Von 2009 bis 2010 war sie Vorsitzende der Open VLD-Fraktion im Repräsentantenhaus.
Bei den Wahlen zur Belgischen Abgeordnetenkammer 2010 wurde sie nicht direkt in das Parlament gewählt. Innerhalb der Open-VLD wurde vereinbart, dass sie ab Ende 2012 anstelle von Guido De Padt, eine kooptierte Senatorin wird, was jedoch nicht geschah. Von 2011 bis 2014 war sie dann Parteisekretärin der Open VLD-Fraktion in der Kammer. Ende 2011 wurde Vautmans zur Präsidentin von Open VLD Vrouwen, der Frauenbewegung von Open VLD, gewählt, sie übte das Amt bis 2015 aus. Sie war auch politische Sekretärin von 2004 bis 2008, nationale Vizepräsidentin von 2008 bis 2009 und internationale Sekretärin von Open VLD von 2008 bis 2014.

### Engagement in der Lokalpolitik
Neben ihrer Tätigkeit als Politikerin in der Abgeordnetenkammer, engagiert sich Vautmans auch auf lokaler Ebene. Von 2000 bis 2002 war sie Stadträtin in Wellen, von 2006 bis 2012 in Hasselt und seit 2013 in Sint-Truiden. In Hasselt war sie von 2006 bis 2011 Vorsitzende des Gemeinderates und in Sint-Truiden ist sie seit 2013 Schöffin.

### Wahl ins Europaparlament

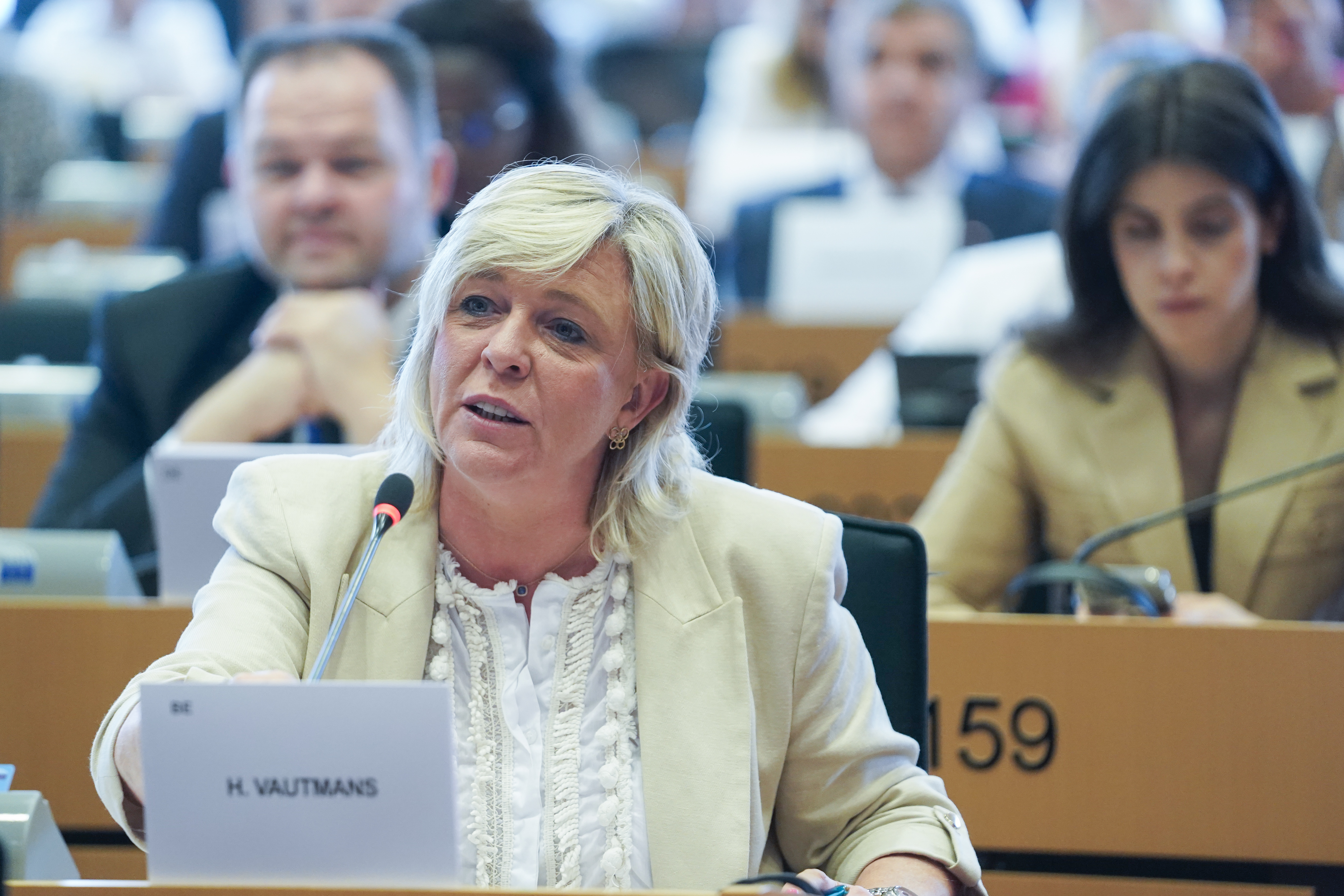
Vautmans ist seit 2015 Mitglied des Europäischen Parlaments

Für die Europawahlen 2014 wurde sie als Zweite auf der Nachrückerliste ihrer Partei nominiert. Nachdem Annemie Neyts-Uyttebroeck Ende 2014 das Europäische Parlament verlassen hatte, rückte Vautmans nach und wurde zum 1. Januar 2015 Mitglied des Europäischen Parlaments. Sie trat dort der ALDE-Fraktion bei, für die sie in der achten Legislaturperiode (2014–2019) Mitglied im Ausschuss für auswärtige Angelegenheiten sowie im Unterausschuss für Sicherheit und Verteidigung war. Des Weiteren war sie stellvertretendes Mitglied im Ausschuss für Landwirtschaft und ländliche Entwicklung sowie im Sonderausschuss für das Genehmigungsverfahren der EU für Pestizide. In der Legislatur war Vautmanns Berichterstatterin (rapporteur) für drei Berichte.
Für die Europawahlen 2019 nominierte ihre Partei sie auf den zweiten Listenplatz hinter Guy Verhofstadt. Die Open VLD verlor an Stimmen und gewann lediglich zwei Mandate, im Vergleich zu drei bei der vorherigen Wahl; Vautmans zog damit direkt ein. Verhofstadt und Vautmans traten der neugegründeten Fraktion Renew Europe, der Nachfolgerin der vorherigen ALDE-Fraktion bei. Für die Fraktion ist Vautmans in der neunten Legislaturperiode (2019–2024) erneut Mitglied im Ausschuss für auswärtige Angelegenheiten. Des Weiteren ist sie stellvertretendes Mitglied im Ausschuss für Landwirtschaft und ländliche Entwicklung sowie im Ausschuss für bürgerliche Freiheiten, Justiz und Inneres.
Im Juli 2024 eröffnete die belgische Generalstaatsanwaltschaft im Auftrag der europäischen Staatsanwaltschaft ein Ermittlungsverfahren gegen Vautmans. Ihr wurde vorgeworfen, dass sie ihre Mitarbeiter im Europaparlament mit zweckfremden Aufgaben betraut und damit europäische Gelder missbraucht hatte. Ähnliche Vorwürfe wurden fast zeitgleich gegenüber dem Vlaams-Belang-Europaparlamentabgeordneten Tom Vandendriessche erhoben. Vautmans bestritt die Vorwürfe.